# وندل گرالدو
وندل گرالدو (به پرتغالی: Wendel Geraldo Maurício e Silva) هافبک اهل برزیل است که در شهر Mariana, Minas Gerais و در تاریخ ۸ آوریل ۱۹۸۲ به دنیا آمده‌است.
وندل گرالدو در تیم‌های فوتبال کروزیرو ،دیپورتیوو ناسیونال، سانتوس، بوردو، باشگاه فوتبال الاتحاد عربستان سعودی و الشباب عربستان سعودی سابقهٔ حضور دارد. این بازیکن همچنین در سال، ۲۰۰۴ برای، Brazil U23 به میدان رفته‌است